# San Michele Extra
San Michele Extra è una frazione di Verona, situata nella parte orientale della città. Già comune autonomo fino al 1927, fa parte della circoscrizione 7 del Comune di Verona.
Confina ad ovest con i quartieri Borgo Venezia e Porto San Pancrazio, a sud è lambito dal fiume Adige che lo divide dal comune di San Giovanni Lupatoto, ad est confina con il comune di San Martino Buon Albergo e a nord con il quartiere di Montorio. La denominazione di San Michele Nord viene utilizzata dall'azienda ATV, che gestisce i trasporti pubblici urbani, per indicarne il capolinea che si trova nella zona Borgo Frugose, a nord della ex SS11 (Via Unità d'Italia), che la divide dalla zona Madonna di Campagna, chiamata San Michele Sud dalla stessa ATV.

## Storia

### Nome
Durante i secoli, principalmente a causa della sua aggregazione alla città di Verona, San Michele non ebbe sempre la medesima denominazione. Sotto i romani era indicato come San Michele Extra Moenia, da altre fonti altomedievali "San Michele in Flexio", dopo il 700 San Michele Extra Muros; che conservò fino alla fine del Trecento nel quale anno venne indicato come San Michele in Campagna. Dal 1500 al 1782 Suburbio di San Michele e San Michele al di qua dell'Adige dal 1782 al 1812; quindi, sotto il governo Austriaco, semplicemente San Michele. Nel 1867 riprese l'antica denominazione romana di San Michele Extra. Fu comune autonomo fino al 1927.

### Tiberghien
Il Lanificio Fratelli Tiberghien è stato per anni una delle fabbriche più grandi e importanti di Verona. Entrato in attività nel 1907, per circa un secolo rimase al centro dell'economia del quartiere. La fabbrica storica verrà parzialmente demolita nel 2016 per permettere la creazione di un nuovo complesso commerciale.

### Telecom
Negli anni 80, Telecom Italia decide di espandersi nell'est veronese, costruendo un vasto sito nella parte nord di Borgo Frugose. All'interno del nuovo impianto verrà costruita la cosiddetta "Torre Telecom", una torre telefonica alta 148m, che rimase inutilizzata. La Torre rimane attualmente l'edificio più alto di Verona.

## Architetture religiose
- Chiesa di Madonna di Campagna
- Chiesa parrocchiale di San Michele Arcangelo
- Chiesa di don Carlo Steeb
- Chiesa di San Rocco di Castiglione
- Chiesa di San Rocchetto

## Luoghi d'interesse
- Villa Bernini Buri
- Bunker contraerei (Borgo Frugose)
- Villa Pensosa

## Piazze
- Piazza del Popolo, in cui è presente la sede della 7ª Circoscrizione[3].
- Piazza Madonna di Campagna
- Piazza Frugose

## Scuole
Scuole dell'infanzia del Comune di Verona
- scuola dell'infanzia "Monte Tesoro"

Scuole dell'infanzia private di ispirazione cattolica
- scuola dell'infanzia "Madonna di Campagna"
- scuola dell'infanzia "San Michele Arcangelo"
- scuola dell'infanzia "Castiglione"

Istituto Comprensivo Madonna di Campagna - San Michele costituito dalle scuole
- scuola dell'infanzia "Bernini Buri"
- scuola primaria "Luigi Dorigo"
- scuola primaria "Renato Simoni"
- scuola primaria "Don Domenico Mercante"
- scuola secondaria di I grado "Giovanni XXIII"
- scuola secondaria di I grado "Martin Luther King"

Scuole secondarie di II grado
- I.P. I.A. "Leonardo da Vinci"
- Liceo scientifico "Copernico"

## Zone

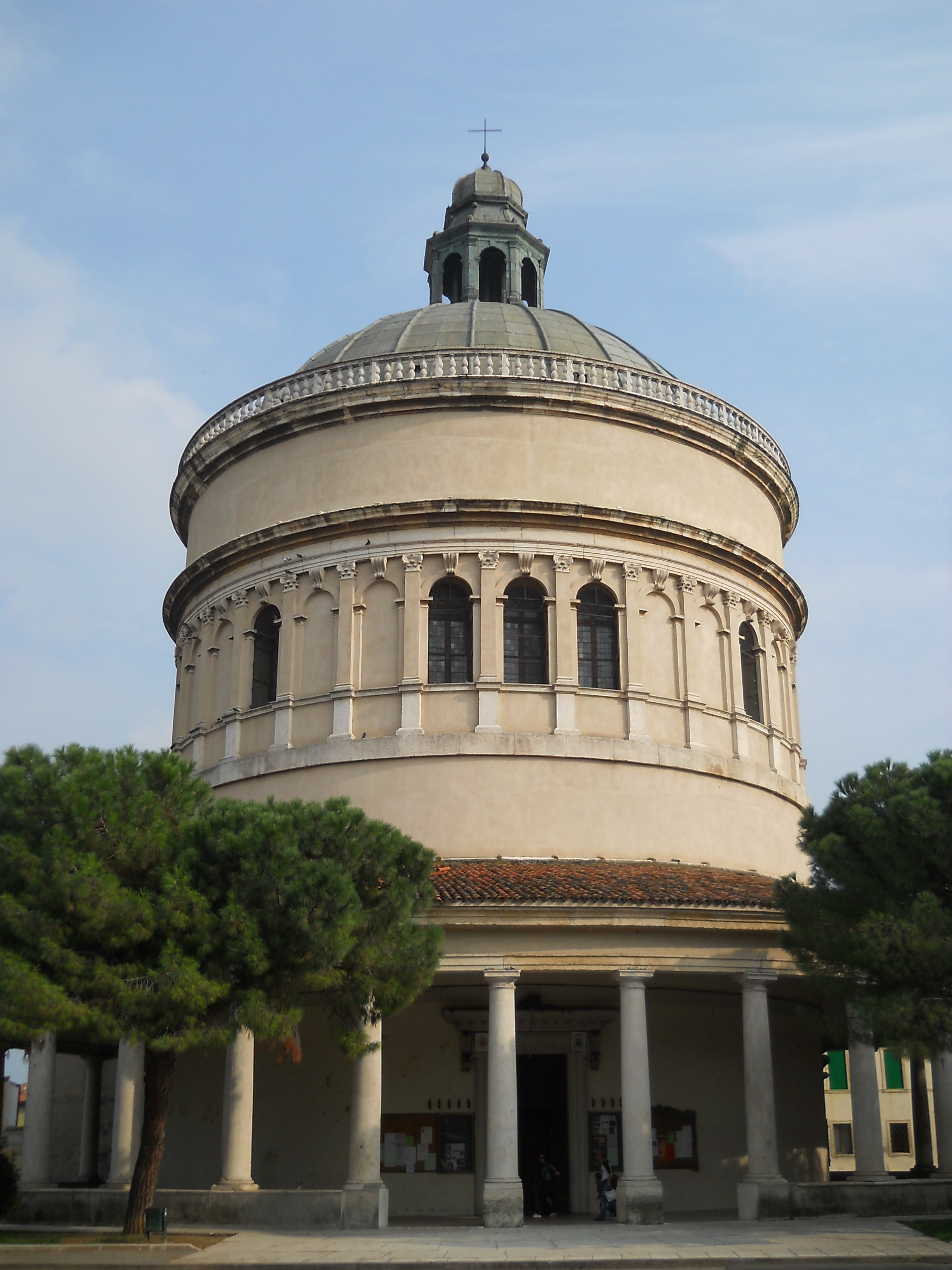
Chiesa di Madonna di Campagna

San Michele Extra è suddiviso nelle seguenti zone demografiche da parte del Comune di Verona (abitanti riferiti al censimento 2001):
- Madonna di Campagna (ab. 5 710)
- Frugose (ab. 4 091)
- San Michele (ab. 3 494)
- Molini (ab. 1 302)
- Casotti (ab.865)
- Mattozze (ab.262)

### Madonna di Campagna
Madonna di Campagna fa parte del quartiere di San Michele Extra, anche se costituisce un territorio ben delimitato. È situato nella parte orientale della città, e fa parte della Circoscrizione 7 del Comune di Verona. Confina ad ovest con San Michele Extra, a sud è lambito dal fiume Adige che lo divide dal comune di San Giovanni Lupatoto, ad est con il comune di San Martino Buon Albergo, mentre a nord è prossimo alla località di Montorio Veronese. Al suo interno troviamo anche una bellissima villa in stile liberty, Villa Pensosa. 
Dista circa tre chilometri dal centro storico.

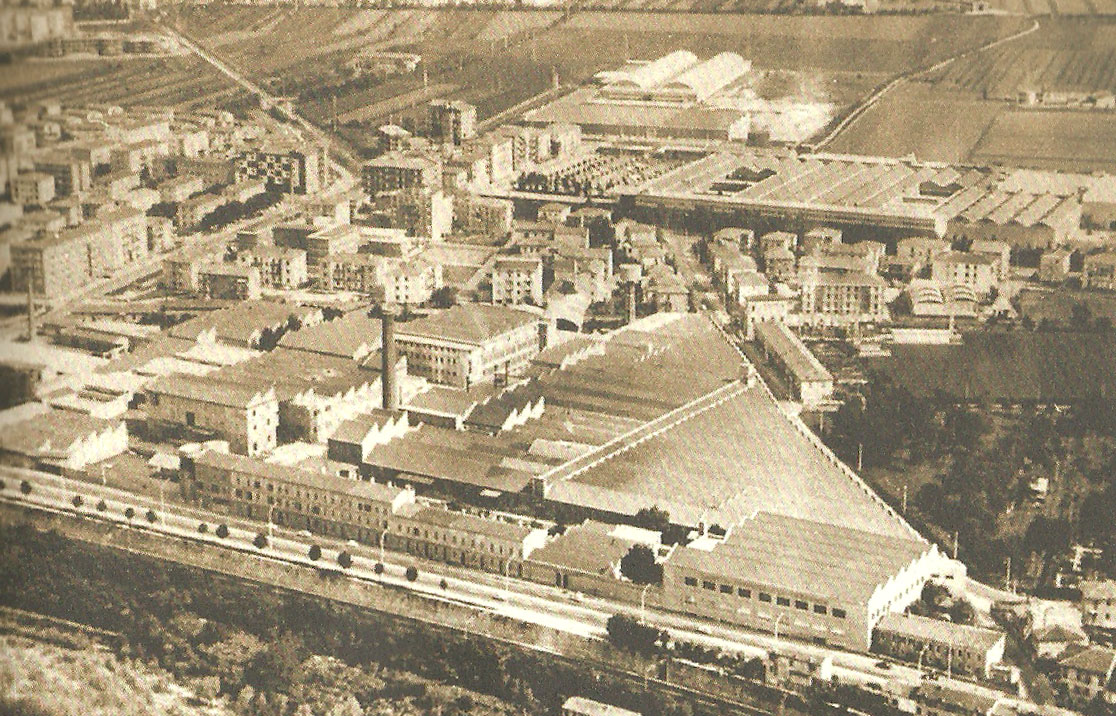
Fabbrica Tiberghien a inizio '900.

#### Architetture religiose
- Santuario-Basilica "Santa Maria della Pace": fu edificato nel 1559 per preservare un'immagine sacra di Madonna del trecento. Il disegno del tempio fu affidato a Michele Sanmicheli, iniziato lo stesso anno della sua morte e concluso nel 1586 ad opera del parente ed alunno Bernardino Brugnoli. Nel 1561, a lavori avanzati, il muro con la preziosa immagine di Madonna fu collocato dietro l'altare maggiore. Sono conservate alcune tele di valore: di Felice Riccio detto il Brusasorzi, di Paolo Farinati e Ridolfi. Il campanile ospita un complesso di bronzi rinascimentali in scala di La maggiore, suonati secondo la tecnica delle Campane alla veronese.
- Oratorio di San Rocco e San Sebastiano
- Oratorio delle Campagnole: dedicato alla Beata Maria Vergine Addolorata della quale si conserva un'ottocentesca statua sopra all'altare di marmo ed un crocifisso ligneo del XVII secolo di autore ignoto. La leggenda vuole che l'architetto Michele Sanmicheli sia nato in una casa nei pressi dell'oratorio.
- San Rocco in località Castiglione
- Sant'Anna in località Castiglione
- Madonna della Salute in località Castiglione

## Sport

### Calcio
La squadra di calcio è l'Audace San Michele, che raggiunse più volte la Serie C. 
Nella parte sud del quartiere milita la S.S.D. Intrepida 1938.
In questo quartiere sono nati l'allenatore Alberto Malesani e Mario Corso, calciatore bandiera della Grande Inter.

### Pallanuoto
La squadra di pallanuoto è la C.S.S. Verona che al femminile ha più volte militato in serie A1.

## Cultura
San Michele Extra è stato il quartiere natale di Michele Sanmicheli, illustre architetto rinascimentale, che compì il suo ultimo sforzo creativo con la costruzione della chiesa di Madonna di Campagna. 

### Carnevale
Nel Carnevale di Verona, la maschera che rappresenta il quartiere è Mastro Sogar. Famosa fu nel quartiere anche la maschera del Torototela, una sorta di Arlecchino.

### Giornale
Dal 2009 viene pubblicato il mensile L'Extra, il giornale di San Michele che contiene articoli, lettere, opinioni e foto degli abitanti del quartiere.